# ناما فوفانا
ناما فوفانا (بالفرنسية: Nama Fofana)‏ (12 يوليو 1990 بكريتاي في فرنسا - ) هو لاعب كرة قدم فرنسي في مركز الدفاع. لعب مع نادي شاتورو ونادي كريتيل وAthlético Marseille ‏ وLuçon FC ‏.

## وصلات خارجية
- ناما فوفانا على موقع قاعدة بيانات كرة القدم.إي يو (الإنجليزية)
- ناما فوفانا على موقع Soccerway.com (الإنجليزية)